# Iago Aspas
Iago Aspas Juncal (Moaña, Pontevedra, Galicia, 1 de agosto de 1987) es un futbolista español que juega como delantero en el R. C. Celta de Vigo de la Primera División de España. Ha sido en cuatro ocasiones premiado con el trofeo Zarra como máximo goleador no extranjero de LaLiga.
Es hermano del también futbolista Jonathan Aspas, y primo de Adrián Cruz Juncal.
Es el jugador con más partidos disputados y máximo goleador en la historia del Real Club Celta.

## Trayectoria

### Inicios
Iago Aspas inició sus pasos como futbolista en las categorías inferiores del Celta de Vigo, a la edad de ocho años. A los nueve años ingresa a las categorías inferiores del Celta de Vigo en donde coincidió con Jonathan Pereira, Mateo Míguez y Adrián Cruz. Luego formando parte de uno de los grupos con más talento en la historia del equipo vigués. Entrenados por José Luis durante tres temporadas consecutivas dos en el Club Celeste y otro en el Santa Marina, tras una odisea de los padres para mantener el grupo unido con su entrenador y la oposición de todos los clubes de la zona. La prensa local los denominaba el Dream Team de Vigo. Por su juego, sus gestos, su improvisación y la facilidad para el regate, pues allí lo convirtió en el máximo goleador, y en una firme promesa de futuro con tan solo 12 años. Regresa al Real Club Celta de Vigo en el año 2000. Para volver pero esta vez al equipo de Rápido de Bouzas, hasta llegar a la  filial del Celta de Vigo a la edad de los 19 años, en el que anteriormente coincidió con otros jugadores como Dani Abalo o Roberto Lago.
El 23 de noviembre de 2006 fue convocado por Fernando Vázquez para el partido de Copa de la UEFA jugado en Inglaterra, contra el Newcastle, al igual que sus compañeros del filial Dani Martino y Jonathan Vila.
En la temporada 2008/09 el entrenador celeste Pepe Murcia lo convoca para realizar la pretemporada, y a pesar de sus buenas actuaciones, a la que no llegó a tener una continuidad con el primer equipo.

### Debut en el primer equipo
Su debut se produjo el 8 de junio de 2008 en el Estadio Helmántico de Salamanca contra la Unión Deportiva Salamanca, en donde el Celta cayó por 3 goles a 1 (fue titular y jugó 60 minutos). Pero sin duda entre la hinchada del Celta siempre será recordado por su primer partido en el Estadio de Balaídos que tuvo lugar el 6 de junio de 2009. A falta de tres jornadas para terminar la temporada, el Real Club Celta de Vigo se enfrentaba al Alavés, "un rival directo en la lucha por la permanencia". La importancia de dicho partido se reflejaba en que una victoria del Alavés condenaba al Celta a los puestos de descenso a falta de tres jornadas, peligrando así su existencia como entidad. El partido transcurrió con claro dominio del Alavés, equipo al que le sucedían las ocasiones más claras de gol. El entonces entrenador Eusebio Sacristán decidió buscar más movilidad en el equipo, y en el minuto 60 hizo debutar como revulsivo al canterano Iago Aspas. Sus ganas se hicieron patentes nada más entrar, ya que tuvo dos ocasiones muy claras que evitó el meta Bernardo. Su insistencia tuvo premio en el minuto 80, en el que Iago remató con la cabeza un centro de su compañero Dani Abalo, poniendo por delante a los celestes a falta de diez minutos. Sin embargo, un fallo defensivo de la defensa del Celta permitió al delantero Juanjo marcar el gol del empate a tan sólo dos minutos del final, gol que prolongaría la agonía de la entidad celeste durante las próximas jornadas. Pero una vez más, ya en el tiempo de descuento, el futbolista moañés volvió a marcar, aprovechando un rechace del portero rival, lo que le convirtió en el salvador de la categoría, así asegurándose una plaza en el primer equipo para la próxima temporada.

### Primer equipo

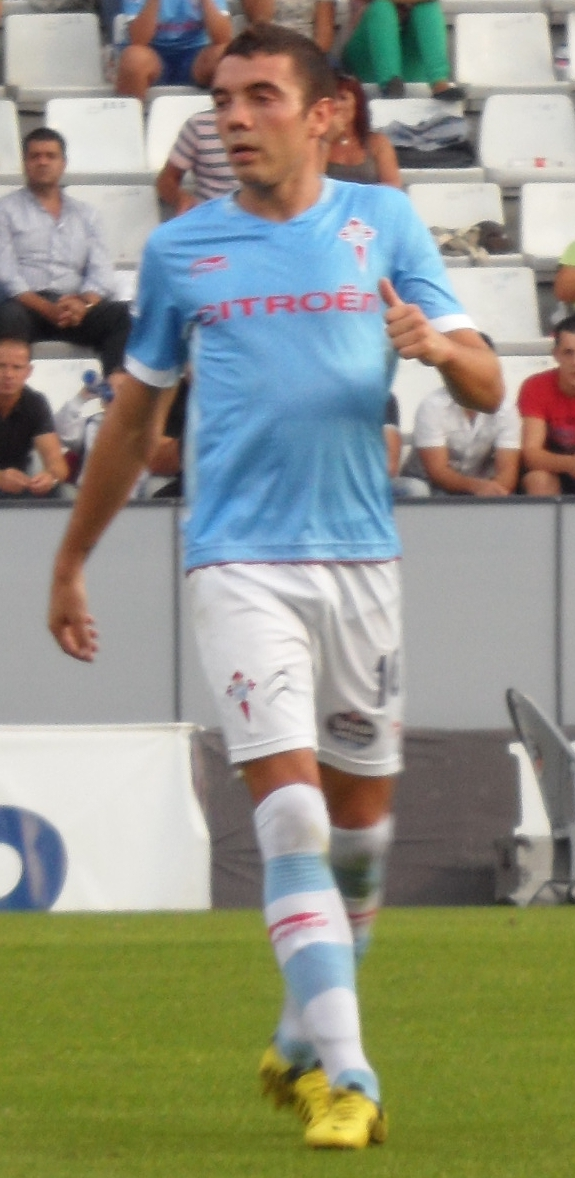
Iago Aspas fue el máximo goleador del Celta en la temporada 2012/13.

La campaña 2009/10 fue su estreno y presentación para la afición céltica y Segunda División Española. Recibió el número 11 y fue una temporada en la que mostró su habilidad en el regate, capacidad de esfuerzo y ambición por ganar, hizo un total de 6 goles a pesar de no contar con continuidad en el 11 titular y con la gran competencia constante de Roberto Trashorras.
La campaña 2010/11 sería la más completa hasta ese momento del mago de Moaña, aunque con menos participación, dejó 3 goles de una espectacular calidad y se convirtió en el gran revolucionario de la recta final del campeonato, en la que sustituyó a David Rodríguez como delantero centro (por delante de Papadopoulos) en varias ocasiones y se ganó a pulso la confianza de Paco Herrera. Fue una buena campaña del moañés en la que se le cogería un especial cariño en Los Cármenes, Granada, por la fortuita acción con Roberto en la ida de los play-off de ascenso a Primera División, desatando así una nueva rivalidad entre clubes.
En la temporada 2011/12 se convierte en máximo goleador español y del Celta con 23 tantos y siendo clave para el ascenso del equipo a Primera.
El 1 de septiembre logró su primer gol en la Liga BBVA ante Osasuna, contribuyendo a la victoria del Celta por 2-0. 
El 13 de noviembre de 2012 fue galardonado como el mejor delantero de la Liga Adelante de la temporada 2011-12.
El 26 de enero de 2013 recibe el premio "Manuel de Castro" que lo acredita como mejor jugador del Celta del año 2012.
El 15 de marzo de 2013 fue expulsado en un derbi clave ante el Deportivo de la Coruña por propinar un cabezazo a Marchena y contribuir así en la derrota del Celta, siendo sancionado con 4 partidos de suspensión, lo cual hizo que el Celta sufriera hasta la última jornada para lograr la permanencia en la Liga BBVA, si bien su reaparición en los últimos partidos fue clave para el funcionamiento del equipo. Este incidente le cerró además las puertas de la selección española, según reconoció el seleccionador Vicente del Bosque, el cual se planteaba llamarlo de cara a la clasificación para el mundial de Brasil 2014.
El 1 de junio de 2013 el Celta certifica la permanencia en Primera ganando el partido contra el Espanyol por 1-0 con una asistencia suya tras una jugada individual. Este resultado y la victoria de la Real Sociedad en La Coruña hicieron que el Celta se salvase del descenso a la Segunda División de España.
Esa temporada marcó 12 goles (Osasuna, Granada (2), Sevilla, Rayo Vallecano (2), Real Zaragoza, Real Valladolid (3), Real Madrid y Athletic Club) y dio 7 asistencias.

### Liverpool F. C.

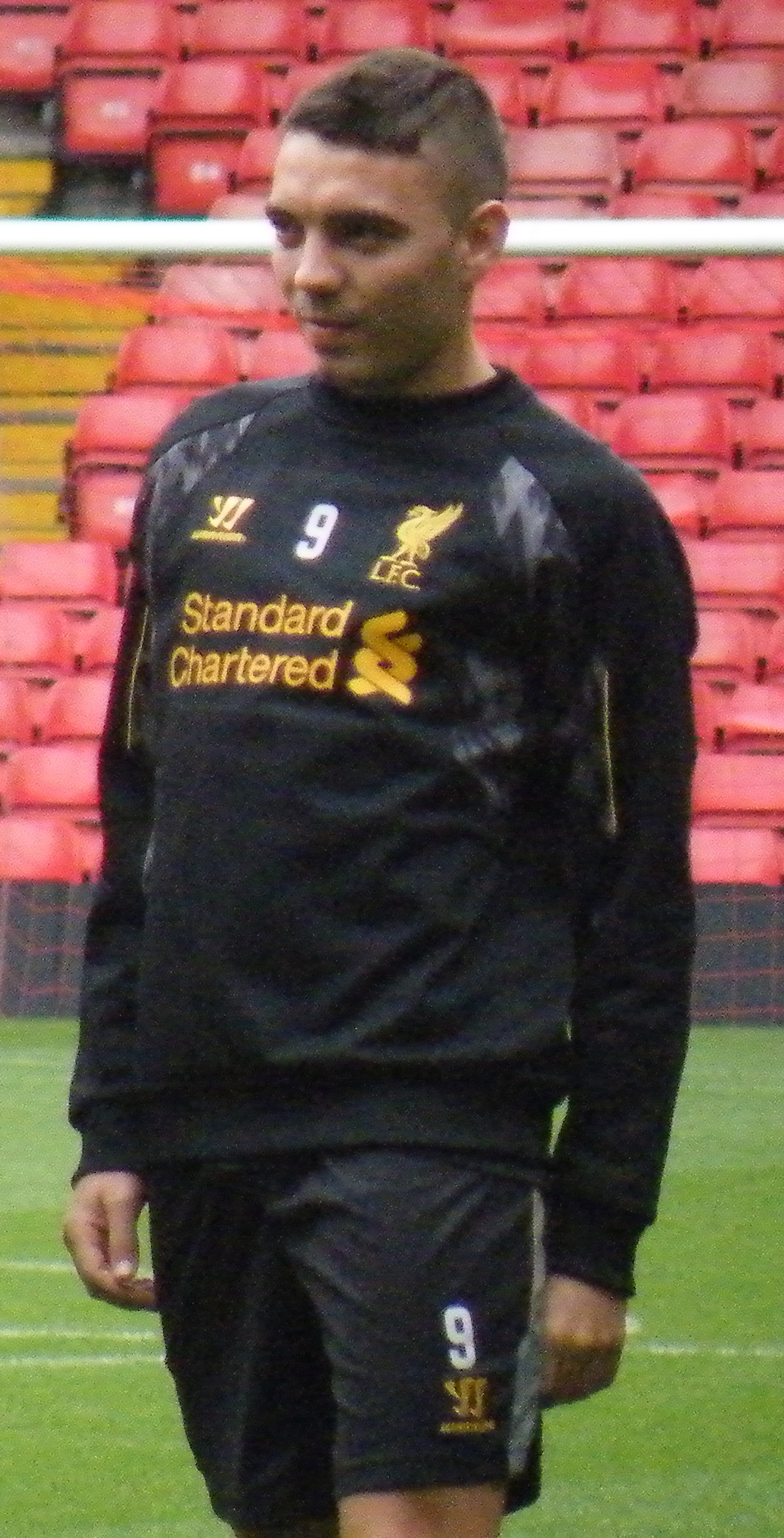
Entrenando con el Liverpool Football Club.

El 11 de junio de 2013 pasó el reconocimiento médico con el club inglés.                                                                
El 13 de junio de 2013 se hizo oficial el acuerdo entre el Celta de Vigo y el Liverpool a cambio de 10 millones de euros.
El 17 de julio de 2013 marcó su primer gol con la camiseta del Liverpool desde fuera del área en un partido amistoso.
El 14 de julio de 2014 es anunciado que jugará cedido en el Sevilla con opción de compra de 7 millones de euros al final de la temporada.

### Sevilla F. C.
En la tarde del 14 de julio de 2014 se reúne con sus agentes y José Castro Carmona, presidente  del Sevilla en el Ramón Sánchez-Pizjuán y se acuerda su incorporación al club hispalense.
El 3 de octubre de 2014 anota su primer gol con la camiseta sevillista en la UEFA Europa League ante el Rijeka. El partido acabó con empate 2-2  tras la expulsión del defensa del Sevilla Timothée Kolodziejczak. El 29 de octubre de 2014 anota su primer triplete como profesional ante el Sabadell en Copa del Rey en la victoria por 1-6 del equipo hispalense. El día 27 de mayo se proclama campeón de Europa League en la final ganada por el Sevilla 2-3 al Dnipo Dnipropetrovsk.

### Vuelta a Balaídos

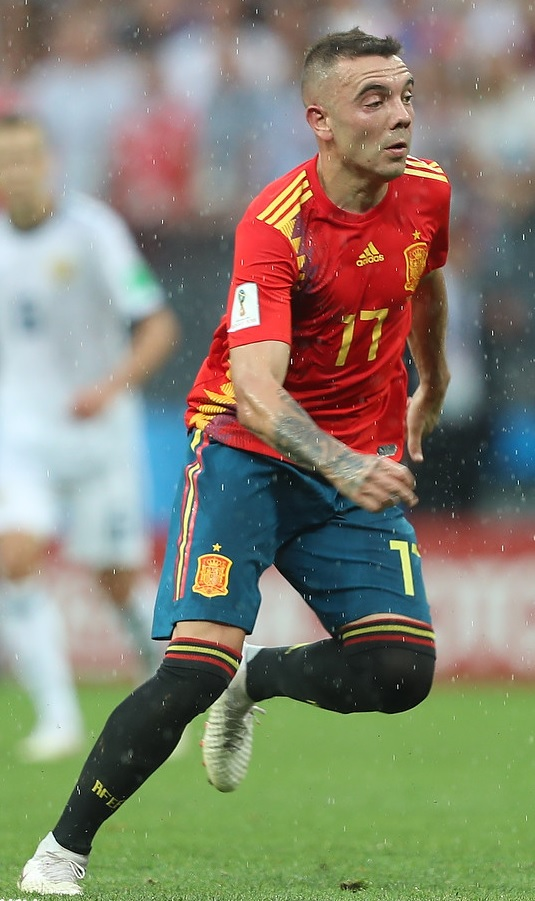
Iago Aspas disputando un encuentro con la selección española en el mundial de Rusia.

El 12 de junio de 2015, el Celta hacía oficial el regreso del delantero moañés al equipo. Tras 2 años de rumores sobre su vuelta, el equipo celeste se hacía de nuevo con sus servicios después de desembolsar aproximadamente 4 millones de euros, siendo presentado el 19 de junio en el Estadio de Balaídos ante una gran multitud.
Durante la pretemporada del equipo en Alemania y Austria en el mes de julio, recibió la noticia del fallecimiento del motociclista moañés Dani Rivas al cual dedicó todos sus goles durante los partidos de preparación.
La temporada 2015-16 fue un éxito, tanto en lo individual como en lo colectivo, ya que su equipo, el Real Club Celta de Vigo consiguió la 6.ª posición que lo clasificó para jugar UEFA Europa League la siguiente temporada. Esta temporada también significó el regreso del Celta a las eliminatorias finales de Copa del Rey, eliminando en cuartos de final al Atleti del Cholo Simeone, uno de los favoritos, con una espectacular victoria 2 a 3 en el antiguo estadio Vicente Calderón (0 a 0 fue el resultado en la ida de Balaidos). Finalmente el Sevilla apeo a los olívicos del sueño de regresar a una final. Iago firmó una gran temporada, participando además en el partido que la Selección Gallega jugó en el estadio de Riazor contra la Selección de Venezuela el 20 de mayo de 2016, y que terminó con empate a 1 en el marcador. El propio Iago Aspas marcó el gol de la Irmandiña.
La temporada siguiente, 2016-2017 fue si cabe mejor, con el club participando en la Europa League, en la que alcanzaría las semifinales cayendo derrotado ante el Manchester United de Mourinho con partido épico en Old Trafford, a un paso de alcanzar la gloria en el último minuto del partido, tras haber marcado previamente Roncaglia. Asimismo, alcanzó las semifinales de Copa del Rey, cayendo a manos del Alavés, por segundo año consecutivo los vigueses se quedaron con la miel en los labios. En el apartado goleador, Iago Aspas se hizo con el trofeo Zarra, siendo el máximo artillero español de La Liga con 19 tantos (26 entre liga, copa y Europa League). Este año se puede considerar el mejor a nivel colectivo para Iago Aspas como profesional.
En la temporada 2017-18 superó sus números goleadores en la Liga, marcando 22 tantos más uno en Copa, consiguiendo el Trofeo Zarra otra vez.
En la temporada 2018-19 comenzaría muy bien de cara a portería marcando 11 goles en los primeros partidos de Liga, pero antes de acabar la primera vuelta se lesionaría y estaría 3 meses fuera de los terrenos de juego. El Celta caería en descenso con la ausencia de su estrella, encajando una serie de malos resultados, pero en su vuelta jugaría un partido crucial contra el Villareal CF, rival directo, en el que el Celta con 2 goles de Iago y uno de Maxi Gómez remontaría un 0 a 2 y recortaría puntos para la permanencia. La semana siguiente marcaría otro gol y firmaría dos asistencias para el empate a 3 contra el Huesca.
Pero lo mejor estaría por llegar, la jornada siguiente firmaría un doblete que sacaría al Celta del descenso, ganando 3 a 1 a la Real Sociedad, siendo otra vez MVP de la jornada. Jornada a jornada seguiría marcando, contra el Girona, Barcelona, Athletic y un doblete en la última jornada frente al Rayo. Acabaría la temporada marcando 21 goles entre Liga y Copa, y asistiendo 6 veces, logrando el Trofeo Zarra por tercera vez consecutiva.
Desde que se recuperó de la lesión de 3 meses marcó 10 goles y 4 asistencias.
El 25 de julio de 2022 renovó su contrato con el Celta hasta 2025, cuando cumpliría 38 años. De esta forma el jugador declaró su deseo de "poder ganar un título" y poder "seguir batiendo récords". El 1 de septiembre de 2023 se convirtió en el jugador que más partidos ha jugado en Primera División con el Celta.
El 26 de septiembre de 2024 cumple 500 partidos con el Celta en el encuentro contra el Atlético de Madrid

## Selección nacional
El 10 de noviembre de 2016, debido a una lesión de Diego Costa, Aspas fue convocado por Julen Lopetegui para el partido amistoso contra Inglaterra y el encuentro oficial valedero para el Mundial de Rusia 2018 contra Macedonia. Debutó el 15 de noviembre de 2016 en el Estadio de Wembley en el partido amistoso entre Inglaterra y España, con resultado final de 2 a 2. Jugó 45 minutos de la segunda parte y anotó el primer gol de España en el minuto 44. Se convirtió en el 774.º debutante con España y vigésimo futbolista del Celta de Vigo en jugar con la selección española.
El 24 de marzo de 2017 hizo su debut en un partido oficial contra Israel por la clasificación a la Copa del Mundo, saliendo desde el banquillo en sustitución de Vitolo. El 5 de septiembre le marcó dos goles a Liechtenstein y además asistió a Álvaro Morata en el sexto gol de la victoria por 8-0.
El 27 de marzo de 2018, un año después de debutar en partido oficial con la selección española, participó en una abultada victoria por 6-1 en un amistoso previo al Mundial de Rusia 2018 contra Argentina en el Estadio Wanda Metropolitano, firmando un notable partido en el que, con un gol y tres asistencias, se convirtió en el jugador internacional español más rápido en alcanzar los cuatro goles, lo hizo en 289 minutos. Finalmente, acabó siendo seleccionado por Julen Lopetegui para disputar la copa del Mundo, en la que le convirtió un gol a Marruecos en la fase de grupos. Con ese gol aseguraba el pase a octavos de final como primeros de grupo, después de que el árbitro revisase la jugada en el VAR y diese la jugada por válida.

#### Goles internacionales
| N.º | Fecha                   | Estadio                                      | Rival         | Gol | Resultado | Competición                |
| --- | ----------------------- | -------------------------------------------- | ------------- | --- | --------- | -------------------------- |
| 1   | 15 de noviembre de 2016 | Estadio de Wembley, Londres, Inglaterra      | Inglaterra    | 2-1 | 2-2       | Amistoso                   |
| 2   | 5 de septiembre de 2017 | Rheinpark Stadion, Vaduz, Liechtenstein      | Liechtenstein | 0-5 | 0-8       | Clasificación Mundial 2018 |
| 3   | 5 de septiembre de 2017 | Rheinpark Stadion, Vaduz, Liechtenstein      | Liechtenstein | 0-7 | 0-8       | Clasificación Mundial 2018 |
| 4   | 27 de marzo de 2018     | Estadio Metropolitano, Madrid, España        | Argentina     | 5-1 | 6-1       | Amistoso                   |
| 5   | 9 de junio de 2018      | Estadio del FC Krasnodar, Krasnodar, Rusia   | Túnez         | 0-1 | 0-1       | Amistoso                   |
| 6   | 25 de junio de 2018     | Estadio de Kaliningrado, Kaliningrado, Rusia | Marruecos     | 2-2 | 2-2       | Mundial 2018               |

## Estadísticas

### Clubes
Actualizado al último partido disputado el 17 de agosto de 2025.
| Club | Div.          | Temporada     | Liga(1) | Liga(1) | Liga(1) | Copas nacionales(2) | Copas nacionales(2) | Copas nacionales(2) | Copas internacionales(3) | Copas internacionales(3) | Copas internacionales(3) | Total | Total | Total  |
| Club | Div.          | Temporada     | Part.   | Goles   | Asist.  | Part.               | Goles               | Asist.              | Part.                    | Goles                    | Asist.                   | Part. | Goles | Asist. |
| --- | ------------- | ------------- | ------- | ------- | ------- | ------------------- | ------------------- | ------------------- | ------------------------ | ------------------------ | ------------------------ | ----- | ----- | ------ |
| R. C. Celta de Vigo "B" · España | 2.ª B         | 2006-07       | 21      | 1       | 0       | ―                   | ―                   | ―                   | ―                        | ―                        | ―                        | 21    | 1     | 0      |
| R. C. Celta de Vigo "B" · España | 2.ª B         | 2007-08       | 32      | 4       | 0       | ―                   | ―                   | ―                   | ―                        | ―                        | ―                        | 32    | 4     | 0      |
| R. C. Celta de Vigo "B" · España | 2.ª B         | 2008-09       | 31      | 6       | 0       | ―                   | ―                   | ―                   | ―                        | ―                        | ―                        | 31    | 6     | 0      |
| R. C. Celta de Vigo "B" · España | Total club    | Total club    | 84      | 11      | 0       | 0                   | 0                   | 0                   | 0                        | 0                        | 0                        | 84    | 11    | 0      |
| R. C. Celta de Vigo · España | 2.ª           | 2007-08       | 1       | 0       | 0       | 0                   | 0                   | 0                   | ―                        | ―                        | ―                        | 1     | 0     | 0      |
| R. C. Celta de Vigo · España | 2.ª           | 2008-09       | 3       | 2       | 0       | 0                   | 0                   | 0                   | ―                        | ―                        | ―                        | 3     | 2     | 0      |
| R. C. Celta de Vigo · España | 2.ª           | 2009-10       | 36      | 5       | 0       | 7                   | 1                   | 1                   | ―                        | ―                        | ―                        | 43    | 6     | 1      |
| R. C. Celta de Vigo · España | 2.ª           | 2010-11       | 30      | 4       | 0       | 1                   | 1                   | 0                   | ―                        | ―                        | ―                        | 31    | 5     | 0      |
| R. C. Celta de Vigo · España | 2.ª           | 2011-12       | 35      | 23      | 7       | 3                   | 2                   | 0                   | ―                        | ―                        | ―                        | 38    | 25    | 7      |
| R. C. Celta de Vigo · España | 1.ª           | 2012-13       | 34      | 12      | 7       | 3                   | 0                   | 1                   | ―                        | ―                        | ―                        | 37    | 12    | 8      |
| Liverpool F. C. Inglaterra | 1.ª           | 2013-14       | 14      | 0       | 1       | 1                   | 1                   | 0                   | ―                        | ―                        | ―                        | 15    | 1     | 1      |
| Liverpool F. C. Inglaterra | Total club    | Total club    | 14      | 0       | 1       | 1                   | 1                   | 0                   | 0                        | 0                        | 0                        | 15    | 1     | 1      |
| Sevilla F. C. · España | 1.ª           | 2014-15       | 16      | 2       | 1       | 5                   | 7                   | 2                   | 4                        | 1                        | 0                        | 25    | 10    | 3      |
| Sevilla F. C. · España | Total club    | Total club    | 16      | 2       | 1       | 5                   | 7                   | 2                   | 4                        | 1                        | 0                        | 25    | 10    | 3      |
| R. C. Celta de Vigo · España | 1.ª           | 2015-16       | 35      | 14      | 4       | 5                   | 4                   | 0                   | ―                        | ―                        | ―                        | 40    | 18    | 4      |
| R. C. Celta de Vigo · España | 1.ª           | 2016-17       | 32      | 19      | 3       | 5                   | 2                   | 2                   | 12                       | 5                        | 2                        | 49    | 26    | 7      |
| R. C. Celta de Vigo · España | 1.ª           | 2017-18       | 34      | 22      | 5       | 3                   | 1                   | 0                   | ―                        | ―                        | ―                        | 37    | 23    | 5      |
| R. C. Celta de Vigo · España | 1.ª           | 2018-19       | 27      | 20      | 6       | 2                   | 1                   | 0                   | ―                        | ―                        | ―                        | 29    | 21    | 6      |
| R. C. Celta de Vigo · España | 1.ª           | 2019-20       | 37      | 14      | 3       | 1                   | 0                   | 0                   | ―                        | ―                        | ―                        | 38    | 14    | 3      |
| R. C. Celta de Vigo · España | 1.ª           | 2020-21       | 33      | 14      | 13      | 1                   | 0                   | 2                   | ―                        | ―                        | ―                        | 34    | 14    | 15     |
| R. C. Celta de Vigo · España | 1.ª           | 2021-22       | 37      | 18      | 6       | 1                   | 0                   | 0                   | ―                        | ―                        | ―                        | 38    | 18    | 6      |
| R. C. Celta de Vigo · España | 1.ª           | 2022-23       | 37      | 12      | 3       | 2                   | 0                   | 0                   | ―                        | ―                        | ―                        | 39    | 12    | 3      |
| R. C. Celta de Vigo · España | 1.ª           | 2023-24       | 35      | 9       | 10      | 1                   | 0                   | 0                   | ―                        | ―                        | ―                        | 36    | 9     | 10     |
| R. C. Celta de Vigo · España | 1.ª           | 2024-25       | 30      | 10      | 5       | 1                   | 0                   | 0                   | ―                        | ―                        | ―                        | 31    | 10    | 5      |
| R. C. Celta de Vigo · España | 1.ª           | 2025-26       | 1       | 0       | 0       | 0                   | 0                   | 0                   | 0                        | 0                        | 0                        | 1     | 0     | 0      |
| R. C. Celta de Vigo · España | Total club    | Total club    | 477     | 198     | 72      | 36                  | 12                  | 6                   | 12                       | 5                        | 2                        | 525   | 215   | 80     |
| Total carrera | Total carrera | Total carrera | 591     | 211     | 74      | 42                  | 20                  | 8                   | 16                       | 6                        | 2                        | 649   | 237   | 84     |
| (1) Incluye datos de Play-Off de ascenso a Primera División (2010-2011). (2) Incluye datos de Copa del Rey (2009-2016), FA Cup (2013-2014) y Copa de la Liga (2013-2014). (3) Incluye datos de Supercopa de Europa (2014-2015) y Liga Europa de la UEFA (2014-2015). |               |               |         |         |         |                     |                     |                     |                          |                          |                          |       |       |        |

#### Hat-tricks
| 1 | 29 de octubre de 2014  | Nova Creu Alta, Sabadell       | Sabadell - Sevilla         |  | 1 - 6 | Copa del Rey 2014-15   |
| 2 | 3 de diciembre de 2014 | Ramón Sánchez-Pizjuán, Sevilla | Sevilla - Sabadell         |  | 5 - 1 | Copa del Rey 2014-15   |
| 3 | 16 de octubre de 2017  | Estadio Insular, Las Palmas    | Las Palmas - Celta de Vigo |  | 2 - 5 | Liga Santander 2017-18 |
| 4 | 7 de abril de 2018     | Estadio de Balaídos, Vigo      | Celta de Vigo - Sevilla    |  | 4 - 0 | Liga Santander 2017-18 |
| 5 | 27 de octubre de 2018  | Estadio de Balaídos, Vigo      | Celta de Vigo - Eibar      |  | 4 - 0 | Liga Santander 2018-19 |

### Selección nacional
| \| Fecha \| Local \| Resultado \| Visitante \| Competencia \| Goles \| Asist. \| Ref. \| \| ---------- \| ------------- \| --------- \| ---------- \| ----------------------------------- \| ------- \| ----------- \| ---- \| \| 15-11-2016 \| Inglaterra \| 2:2 \| España \| Amistoso \| 89' \| 0 \| [18] \| \| 24-03-2017 \| España \| 4:1 \| Israel \| Clasificación Mundial 2018 \| 0 \| 88' \| [29] \| \| 28-03-2017 \| Francia \| 0:2 \| España \| Amistoso \| 0 \| 0 \| [30] \| \| 07-06-2017 \| España \| 2:2 \| Colombia \| Amistoso \| 0 \| 0 \| [31] \| \| 05-09-2017 \| Liechtenstein \| 0:8 \| España \| Clasificación Mundial 2018 \| 51' 63' \| 54' \| [19] \| \| 09-10-2017 \| Israel \| 0:1 \| España \| Clasificación Mundial 2018 \| 0 \| 0 \| [32] \| \| 11-11-2017 \| España \| 5:0 \| Costa Rica \| Amistoso \| 0 \| 0 \| [33] \| \| 27-03-2018 \| España \| 6:1 \| Argentina \| Amistoso \| 73' \| 52' 55' 74' \| [20] \| \| 03-06-2018 \| España \| 1:1 \| Suiza \| Amistoso \| 0 \| 0 \| [34] \| \| 09-06-2018 \| Túnez \| 0:1 \| España \| Amistoso \| 84' \| 0 \| [35] \| \| 15-06-2018 \| Portugal \| 3:3 \| España \| Copa del Mundo 2018 \| 0 \| 0 \| [36] \| \| 25-06-2018 \| España \| 2:2 \| Marruecos \| Copa del Mundo 2018 \| 90+3' \| 0 \| [22] \| \| 01-07-2018 \| Rusia \| 1:1 \| España \| Copa del Mundo 2018 \| 0 \| 0 \| [37] \| \| 08-09-2018 \| Inglaterra \| 1:2 \| España \| Liga de Naciones de la UEFA 2018-19 \| 0 \| 0 \| [38] \| \| 11-10-2018 \| Gales \| 1:4 \| España \| Amistoso \| 0 \| 0 \| [39] \| \| 15-10-2018 \| España \| 2:3 \| Inglaterra \| Liga de Naciones de la UEFA 2018-19 \| 0 \| 0 \| [40] \| \| 15-11-2018 \| Croacia \| 3:2 \| España \| Liga de Naciones de la UEFA 2018-19 \| 0 \| 0 \| [41] \| \| 07-06-2019 \| Islas Feroe \| 1:4 \| España \| Clasificación para la Eurocopa 2020 \| 0 \| 19' \| [42] \| \| Total \| Partidos \| 15 \| \| Goles y asistencias \| 6 \| 6 \| \| |               |           |            |                                     |         |             |        |
| Fecha | Local         | Resultado | Visitante  | Competencia                         | Goles   | Asist.      | Ref.   |
| 15-11-2016 | Inglaterra    | 2:2       | España     | Amistoso                            | 89'     | 0           | [ 18 ] |
| 24-03-2017 | España        | 4:1       | Israel     | Clasificación Mundial 2018          | 0       | 88'         | [ 29 ] |
| 28-03-2017 | Francia       | 0:2       | España     | Amistoso                            | 0       | 0           | [ 30 ] |
| 07-06-2017 | España        | 2:2       | Colombia   | Amistoso                            | 0       | 0           | [ 31 ] |
| 05-09-2017 | Liechtenstein | 0:8       | España     | Clasificación Mundial 2018          | 51' 63' | 54'         | [ 19 ] |
| 09-10-2017 | Israel        | 0:1       | España     | Clasificación Mundial 2018          | 0       | 0           | [ 32 ] |
| 11-11-2017 | España        | 5:0       | Costa Rica | Amistoso                            | 0       | 0           | [ 33 ] |
| 27-03-2018 | España        | 6:1       | Argentina  | Amistoso                            | 73'     | 52' 55' 74' | [ 20 ] |
| 03-06-2018 | España        | 1:1       | Suiza      | Amistoso                            | 0       | 0           | [ 34 ] |
| 09-06-2018 | Túnez         | 0:1       | España     | Amistoso                            | 84'     | 0           | [ 35 ] |
| 15-06-2018 | Portugal      | 3:3       | España     | Copa del Mundo 2018                 | 0       | 0           | [ 36 ] |
| 25-06-2018 | España        | 2:2       | Marruecos  | Copa del Mundo 2018                 | 90+3'   | 0           | [ 22 ] |
| 01-07-2018 | Rusia         | 1:1       | España     | Copa del Mundo 2018                 | 0       | 0           | [ 37 ] |
| 08-09-2018 | Inglaterra    | 1:2       | España     | Liga de Naciones de la UEFA 2018-19 | 0       | 0           | [ 38 ] |
| 11-10-2018 | Gales         | 1:4       | España     | Amistoso                            | 0       | 0           | [ 39 ] |
| 15-10-2018 | España        | 2:3       | Inglaterra | Liga de Naciones de la UEFA 2018-19 | 0       | 0           | [ 40 ] |
| 15-11-2018 | Croacia       | 3:2       | España     | Liga de Naciones de la UEFA 2018-19 | 0       | 0           | [ 41 ] |
| 07-06-2019 | Islas Feroe   | 1:4       | España     | Clasificación para la Eurocopa 2020 | 0       | 19'         | [ 42 ] |
| Total | Partidos      | 15        |            | Goles y asistencias                 | 6       | 6           |        |

## Palmarés

### Torneos internacionales
| Título                 | Club          | Sede     | Año  |
| ---------------------- | ------------- | -------- | ---- |
| Liga Europa de la UEFA | Sevilla F. C. | Varsovia | 2015 |

### Distinciones individuales

#### Trofeo Zarra
| País   | Temporada | Categoría                                   |
| ------ | --------- | ------------------------------------------- |
| España | 2011/12   | Máximo goleador español de Segunda División |
| España | 2016/17   | Máximo goleador español de Primera División |
| España | 2017/18   | Máximo goleador español de Primera División |
| España | 2018/19   | Máximo goleador español de Primera División |
| España | 2021/22   | Máximo goleador español de Primera División |

#### Premios LFP
| País   | Temporada | Categoría                                               |
| ------ | --------- | ------------------------------------------------------- |
| España | 2011/12   | Mejor delantero de Segunda División                     |
| España | 2016/17   | Premios Santander al Mejor Jugador del Mes de octubre   |
| España | 2017/18   | Premios Santander al Mejor Jugador del Mes de noviembre |
| España | 2018/19   | Premios Santander al Mejor Jugador del Mes de abril     |

- Máximo goleador de la Copa del Rey 2014-2015 (7 goles, empatado con Neymar)

#### Premio Manuel de Castro
| País   | Año  | Descripción                     |
| ------ | ---- | ------------------------------- |
| España | 2012 | Mejor jugador del Celta del año |
| España | 2016 | Mejor jugador del Celta del año |
| España | 2017 | Mejor jugador del Celta del año |
| España | 2018 | Mejor jugador del Celta del año |
| España | 2019 | Mejor jugador del Celta del año |
| España | 2020 | Mejor jugador del Celta del año |
| España | 2021 | Mejor jugador del Celta del año |
| España | 2022 | Mejor jugador del Celta del año |
| España | 2024 | Mejor jugador del Celta del año |

#### Otros premios
- Medalla de Oro de la Real Federación Gallega de Fútbol en 2019.[50]